# Západní ritus pravoslaví
Západní ritus pravoslavné církve je forma východní liturgie používaná v některých pravoslavných církvích a farnostech.
Kromě používaných mírně pozměněných verzí tridentské mše farnosti používají západní liturgické formy, jako je Sarumský ritus, mozarabský ritus a gallikánský ritus.

## Charakteristika
Západní obřad v pravoslavné církvi vychází z východní liturgie a nemá nic společného se západním římským obřadem. Západní rity jsou však také slouženy, zejména v USA ve farnostech antiochijského pravoslavného patriarchátu. Západní pravoslavná liturgie má všechny znaky východní liturgie, je však o něco kratší. Rozdílem při této liturgii je použití oltáře jako při Tridentské mši, při níž je kněz je otočen ad orientem. Kněz má při liturgii ornát.
Z pohedu kanonického práva je západní pravoslavný obřad problémem, protože pravoslavné církevní právo se týká pravoslavného východního obřadu, zatímco západní obřady mají odlišnosti, které jsou neslučitelné s tímto kanonickým právem, které platí pouze v současné ortodoxii. Proto v současném západním obřadu existuje mnoho variací s úmyslem přizpůsobit historické západní obřady východním praktikám, což vede k byzantinizmu, přičemž dochází ke směšování západních obřadů.